# 2,3-环氧丁烷
2,3-环氧丁烷（英語：2,3-Epoxybutane）是化学式为CH3CH(O)CHCH3的环氧化合物，带有两个手性碳原子，其中的(2R,3S)-2,3-环氧丁烷为内消旋化合物，因此总共有三种立体异构体，它们都是无色液体。

## 合成
2,3-环氧丁烷可由2-丁烯为原料进行合成，反应会生成中间体卤代醇：
CH3CH=CHCH3  +  HOCl   →   CH3CH(OH)CH(Cl)CH3
CH3CH(OH)CH(Cl)CH3  →   CH3CH(O)CHCH3  +  HCl
2,3-丁二醇在偶氮二甲酸二乙酯和三苯基膦的存在下脱水环化，也可以得到2,3-环氧丁烷。

## 性质
2,3-环氧丁烷的三元环不稳定，可以发生开环反应，如氢化生成对应的2,3-丁二醇。它和溴代甲硼烷二甲硫醚反应，可以得到3-溴-2-丁醇。在二甲基氧鎓四氟硼酸盐催化下，二甲基亚砜可将其氧化为3-羟基-2-丁酮。
它和二氧化碳发生环加成反应，生成2,3-丁二醇-2,3-环碳酸酯，反应所用的催化剂已有较多报道，如氨基酸-碘化钾、金属有机框架材料等。它和二硫化碳反应，生成2,3-丁二醇-2O,3S-二硫代环碳酸酯。
2,3-环氧丁烷和五氧化二氮在二氯甲烷中反应，得到2,3-丁二醇-2,3-二硝酸酯；和四硝基甲烷反应，得到2,3-丁二醇-2-硝酸酯。它和三甲基氰硅烷发生开环反应，得到2-甲基-3-三甲基硅氧基丁腈。它和O-异丙基-O-苯基硒代磷酸反应，得到2-异丙基-4,5-二甲基-1,3,2-氧杂硒杂磷杂环戊烷-2-氧化物。